# 池田貞勝
池田 貞勝（いけだ さだかつ）は、日本の内科医。専門はがんゲノム医療、リキッドバイオプシー。医学博士。

## 経歴
2001年、北海道大学医学部卒業。2004年、ボストン小児病院フェロー。2008年、ベス・イスラエル・メディカルセンター研修医。2011年、ミシガン大学フェロー。2014年、カリフォルニア大学サンディエゴ校助教。2016年より東京医科歯科大学に勤務、2019年より准教授,2024年より教授。
日本内科学会、日本臨床腫瘍学会会員。